# Саутвелл, Томас, 3-й виконт Саутвелл
Томас Энтони Саутвелл, 3-й виконт Саутвелл (англ. Thomas Southwell, 3rd Viscount Southwell; 25 февраля 1777 — 29 февраля 1860) — ирландский пэр.

## Биография
Родился 25 февраля 1777 года. Старший сын Томаса Саутвелла, 2-го виконта Саутвелла (1742—1796), и его жены, Софии Марии Жозефе Уолш (? — 1796), третьей дочери Фрэнсиса Джозефа Уолша, графа де Серрана.
15 февраля 1796 года после смерти своего отца Томас Саутвелл унаследовал титулы 3-го виконта Саутвелла из Касл-Матресс в графстве Лимерик (Пэрство Ирландии), 5-го барона Саутвелла из Касл-Матресс в графстве Лимерик (Пэрство Ирландии) и 6-го баронета Саутвелла из Касл-Матресс в графстве Лимерик (Баронетство Ирландии0, став членом Ирландской палаты лордов.
12 сентября 1837 года лорд Саутвелл был награжден Орденом Святого Патрика.

## Семья
14 мая 1799 года Томас Саутвелл женился на Джейн Беркли (? — 26 октября 1853), дочери Джона Беркли из Спетчли от Джейн Комптон. У супругов было два сына и пять дочерей дочерей:
- Достопочтенный Томас Артур Саутвелл (22 октября 1801 — 31 декабря 1829)[1]
- Достопочтенный Чарльз Генри Роберт Саутвелл (род. 26 ноября 1807)[1]
- Достопочтенная Паулина Саутвелл, умерла в детстве
- Достопочтенная София Катарина Саутвелл, в 1830 году она вышла замуж за Шарля Огюста, маркиза де Шуазель-Бопре (1782—1862).
- Достопочтенная Матильда Мария Саутвелл (? — 25 мая 1882)[1], в 1839 году она вышла замуж за политика, достопочтенного Ричарда Мора О’Ферралла, от брака с которым у неё было двое детей.
- Достопочтенная Мария Хелена Саутвелл (? — 1 марта 1864)
- Достопочтенная Паулина Элиза Мария Саутвелл, в 1844 году она вышла замуж за Анри Карлевариса, графа ди Сан-Дамиано.

Лорд Саутвелл скончался 29 февраля 1860 года в возрасте 83 лет, не оставив после себя наследников мужского пола. Ему наследовал его племянник Томас Саутвелл, 4-й виконт Саутвелл.

## Поместья
После свадьбы лорд и леди Саутвелл стали совладельцами нескольких поместий, включая Longmores, Lodge Farm, Church Farm и Coleman’s Farm; а позднее New House Farm, Cwm Madoc Farm, Garway Court, Great Demesne Farm и Darren Mill на реке Монноу. Все поместье занимало почти 3000 акров. Владение включало прибрежные права на получение прибыли от реки. Рыбалка на лосося в викторианские времена это было прибыльное владение. В 1808 году оно совместно принадлежало виконту Саутвеллу и Роберту Каннингсу, которые также имели право заседать в суде барона, назначать управляющего и выносить приговоры по таким юридическим делам, как посягательство, налоги, воспрепятствование и представление; и назначение мелкого констебля в приход. В 1810 году лорд Саутвелл назначил Томаса Вакермана из Грейга управляющим своим поместьем. Лорд Саутвелл посещал поместья лишь несколько раз, чтобы пострелять фазанов. Остальное время он проводил в Ирландии, Лондоне и на юге Франции.